# Curtiss A-8
Die Curtiss A-8 Shrike war ein Ganzmetall-Tiefdecker der US Army von 1931. Das Flugzeug war als leichter Bomber ausgelegt.

## Geschichte
Die US-Armee schrieb 1930 einen Wettbewerb aus, um ihre veralteten Doppeldecker-Bomber De Havilland D.H.4 und Curtiss A-3 durch einen moderneren Eindecker zu ersetzen. Im Vergleich musste die Maschine gegen die Fokker XA-7 antreten.
Der Erstflug des Prototyps XA-8 (Model 59) erfolgte im Juni 1931. Er hatte einen 600-PS-Curtiss-V-1570C-Conqueror-Reihenmotor. Curtiss gewann den Vergleich und erhielt einen Auftrag über 13 Versuchsmaschinen. Fünf Maschinen bekamen einen neuen 600-PS-Curtiss-V-1570E-Motor und wurden YA-8 genannt. Die anderen acht Maschinen wurden überarbeitet und als Y1A-8 bezeichnet. 
Vier der fünf YA-8 und sieben der acht Y1A-8 wurden dem 37th Attack Squadron der 8th Pursuit Group in Langley Field, Virginia und der 3rd Attack Group in Texas übergeben.
Ende 1933 wurden weitere 46 Maschinen der Variante A-8B bestellt. Die Maschinen wurden vom Reihenmotor auf einen 700-PS-Wright-R-1820-21-Cyclone-Sternmotor umgestellt. Die Flugzeuge wurden solchermaßen als Curtiss A-12 bezeichnet und gegen Ende der 1930er Jahre außer Dienst gestellt.

## Konstruktion
Die A-8 war ein Ganzmetalltiefdecker mit einem vollverkleideten, festen Fahrwerk. Sie besaß zwei auseinanderliegende, vollverglaste Kabinen für Pilot und Beobachter/Bordschützen. Die Konstruktion war sehr aerodynamisch ausgelegt. Als Bewaffnung waren vier vorwärtsfeuernde .30-cal (7,62 mm) Maschinengewehre und ein bewegliches 7,62-mm-MG für den Beobachter vorgesehen.

## Varianten
XA-81 Prototyp
YA-85 Stück
Y1A-88 Stück
A-811 Stück
Y1A-8A1 Stück, 657 PS Curtiss V-1570-57-Motor
A-8A1 Stück
A-8B48 Stück, alle umgebaut zu A-12

## Technische Daten
| Kenngröße             | Daten                                                           |
| --------------------- | --------------------------------------------------------------- |
| Länge                 | 9,75 m                                                          |
| Spannweite            | 13,41 m                                                         |
| Flügelfläche          | 26,38 m²                                                        |
| Höhe                  | 2,75 m                                                          |
| Antrieb               | ein Curtiss V-1570-31-„Conqueror“-V12-Motor mit 600 kW (816 PS) |
| Höchstgeschwindigkeit | 295 km/h                                                        |
| Reichweite            | 722 km                                                          |
| Besatzung             | 2 (Pilot, Beobachter/Bordschütze)                               |
| Dienstgipfelhöhe      | 5516 m                                                          |
| Leermasse             | 1773 kg                                                         |
| Startmasse            | 2671 kg                                                         |
| Bewaffnung            | fünf 7,7-mm-MG, vier 81-kg-Bomben                               |